# Campionati canadesi di ciclismo su strada
I campionati canadesi di ciclismo su strada sono la manifestazione annuale di ciclismo su strada che assegna il titolo di Campione di Canada. I vincitori hanno il diritto di indossare per un anno la maglia di campione canadese, come accade per il campione mondiale.

## Campioni in carica
| Uomini Elite | Uomini Elite    | Uomini Elite |
| ------------ | --------------- | ------------ |
| In linea     | Derek Gee       |              |
| Cronometro   | Michael Leonard |              |
| Donne Elite  |                 |              |
| In linea     | Alison Jackson  |              |
| Cronometro   | Olivia Baril    |              |

## Albo d'oro

### Titoli maschili
Aggiornato all'edizione 2025.
| Anno | Vincitore                              | Secondo                                | Terzo                                  |
| ---- | -------------------------------------- | -------------------------------------- | -------------------------------------- |
| 1959 | Egidio Bolzon                          |                                        |                                        |
| 1960 | Alessandro Messina                     |                                        |                                        |
| 1961 | Non organizzata                        | Non organizzata                        | Non organizzata                        |
| 1962 | Egidio Bolzon                          |                                        |                                        |
| 1963 | Sammy Watson                           |                                        |                                        |
| 1964 | Giacomo Segat                          |                                        |                                        |
| 1965 | Non organizzata                        | Non organizzata                        | Non organizzata                        |
| 1966 | Paolo Mori                             |                                        |                                        |
| 1967 | Stu Mapp                               |                                        |                                        |
| 1968 | Joe Jones                              |                                        |                                        |
| 1969 | Horst Stuewe                           |                                        |                                        |
| 1970 | Max Grace                              |                                        |                                        |
| 1971 | Max Grace                              |                                        |                                        |
| 1972 | Max Grace                              |                                        |                                        |
| 1973 | Norman Lowe                            |                                        |                                        |
| 1974 | Jocelyn Lovell                         |                                        |                                        |
| 1975 | Brian Keast                            |                                        |                                        |
| 1976 | Pierre Harvey                          |                                        |                                        |
| 1977 | Ron Hayman                             |                                        |                                        |
| 1978 | Norman Saint-Aubin                     |                                        |                                        |
| 1979 | Non organizzata                        | Non organizzata                        | Non organizzata                        |
| 1980 | Bernie Willock                         |                                        |                                        |
| 1981 | Steve Bauer                            |                                        |                                        |
| 1982 | Steve Bauer                            |                                        |                                        |
| 1983 | Steve Bauer                            |                                        |                                        |
| 1984 | Andrew Hansen                          |                                        |                                        |
| 1985 | Gervais Rioux                          |                                        |                                        |
| 1986 | Eon D'Ornellas                         |                                        |                                        |
| 1987 | Gervais Rioux                          |                                        |                                        |
| 1988 | Brian Walton                           |                                        |                                        |
| 1989 | P. Rygielski                           |                                        |                                        |
| 1990 | Colin Davidson                         |                                        |                                        |
| 1991 | Todd McNutt                            |                                        |                                        |
| 1992 | Scott Price                            |                                        |                                        |
| 1993 | Matthew Anand                          |                                        |                                        |
| 1994 | Czeslaw Lukaszewicz                    |                                        |                                        |
| 1995 | Matthew Anand                          |                                        |                                        |
| 1996 | Steve Rover                            | Eric Wohlberg                          | Jean-Sébastien Béland                  |
| 1997 | Czeslaw Lukaszewicz                    | Eric Wohlberg                          | Matt Anand                             |
| 1998 | Mark Walters                           | Brian Walton                           | Czeslaw Lukaszewicz                    |
| 1999 | Czeslaw Lukaszewicz                    | Matt Anand                             | Sylvain Beauchamp                      |
| 2000 | Czeslaw Lukaszewicz                    | Gordon Fraser                          | Brian Walton                           |
| 2001 | Mark Walters                           | Michael Barry                          | Min van Velzen                         |
| 2002 | Andrew Randell                         | Dominique Perras                       | Antoine Varghese                       |
| 2003 | Dominique Perras                       | Mark Walters                           | Eric Wohlberg                          |
| 2004 | Gordon Fraser                          | Svein Tuft                             | Alexandre Lavallee                     |
| 2005 | François Parisien                      | Eric Wohlberg                          | Dominique Perras                       |
| 2006 | Dominique Rollin                       | Svein Tuft                             | Dominique Perras                       |
| 2007 | Cameron Evans                          | Andrew Randell                         | Dominique Perras                       |
| 2008 | Christian Meier                        | Bruno Langlois                         | Jacob Erker                            |
| 2009 | Guillaume Boivin                       | Andre Tremblay                         | Andrew Hunt                            |
| 2010 | Will Routley                           | Andrew Randell                         | Bruno Langlois                         |
| 2011 | Svein Tuft                             | Will Routley                           | Zachary Bell                           |
| 2012 | Ryan Roth                              | Michael Barry                          | Marsh Cooper                           |
| 2013 | Zachary Bell                           | Ryan Anderson                          | Antoine Duchesne                       |
| 2014 | Svein Tuft                             | Ryan Roth                              | Christian Meier                        |
| 2015 | Guillaume Boivin                       | Ryan Anderson                          | Ryan Roth                              |
| 2016 | Bruno Langlois                         | Benjamin Perry                         | Will Routley                           |
| 2017 | Matteo Dal-Cin                         | Marc-Antoine Soucy                     | Pier-André Coté                        |
| 2018 | Antoine Duchesne                       | Benjamin Perry                         | Nigel Ellsay                           |
| 2019 | Adam de Vos                            | Nigel Ellsay                           | Nickolas Zukowsky                      |
| 2020 | Non disputata per la Pandemia Covid-19 | Non disputata per la Pandemia Covid-19 | Non disputata per la Pandemia Covid-19 |
| 2021 | Guillaume Boivin                       | Antoine Duchesne                       | Derek Gee                              |
| 2022 | Pier-André Coté                        | Guillaume Boivin                       | Benjamin Perry                         |
| 2023 | Nickolas Zukowsky                      | Philippe Jacob                         | Nicolas Rivard                         |
| 2024 | Michael Woods                          | Pier-André Coté                        | Carson Miles                           |
| 2025 | Derek Gee                              | -                                      | -                                      |

| Anno      | Vincitore                              | Secondo                                | Terzo                                  |
| --------- | -------------------------------------- | -------------------------------------- | -------------------------------------- |
| 1966      | Andre Cloutier                         |                                        |                                        |
| 1967      | Barry Harvey                           |                                        |                                        |
| 1968      | Barry Harvey                           |                                        |                                        |
| 1969      | Jocelyn Lovell                         |                                        |                                        |
| 1970      | Jocelyn Lovell                         |                                        |                                        |
| 1971      | Jocelyn Lovell                         |                                        |                                        |
| 1972      | Frank Ludtke                           |                                        |                                        |
| 1973      | Jocelyn Lovell                         |                                        |                                        |
| 1974      | Jocelyn Lovell                         |                                        |                                        |
| 1975      | Jocelyn Lovell                         |                                        |                                        |
| 1976      | Jocelyn Lovell                         |                                        |                                        |
| 1977      | Jocelyn Lovell                         |                                        |                                        |
| 1978      | Jocelyn Lovell                         |                                        |                                        |
| 1979      | Gordon Singleton                       |                                        |                                        |
| 1980      | Jocelyn Lovell                         |                                        |                                        |
| 1981–1991 | Non organizzata                        | Non organizzata                        | Non organizzata                        |
| 1992      | Curt Harnett                           |                                        |                                        |
| 1993      | Jeff Barnes                            |                                        |                                        |
| 1994      | Peter Wedge                            |                                        |                                        |
| 1995      | Roland Green                           |                                        |                                        |
| 1996      | Eric Wohlberg                          |                                        |                                        |
| 1997      | Eric Wohlberg                          | Brian Walton                           | Jacques Landry                         |
| 1998      | Eric Wohlberg                          | Brian Walton                           | Jacques Landry                         |
| 1999      | Eric Wohlberg                          | Brian Walton                           | Peter Wedge                            |
| 2000      | Eric Wohlberg                          | Andrew Randell                         | Min Van Velzen                         |
| 2001      | Eric Wohlberg                          | Svein Tuft                             | Roland Green                           |
| 2002      | Eric Wohlberg                          | Alexandre Cloutier                     | Svein Tuft                             |
| 2003      | Eric Wohlberg                          | Svein Tuft                             | Jean-François Laroche                  |
| 2004      | Svein Tuft                             | Eric Wohlberg                          | Darko Ficko                            |
| 2005      | Svein Tuft                             | Eric Wohlberg                          | Ryder Hesjedal                         |
| 2006      | Svein Tuft                             | Ryder Hesjedal                         | Eric Wohlberg                          |
| 2007      | Ryder Hesjedal                         | Svein Tuft                             | Zachary Bell                           |
| 2008      | Svein Tuft                             | Ryan Roth                              | Zachary Bell                           |
| 2009      | Svein Tuft                             | Christian Meier                        | Zachary Bell                           |
| 2010      | Svein Tuft                             | Zachary Bell                           | Ryan Roth                              |
| 2011      | Svein Tuft                             | Christian Meier                        | David Veilleux                         |
| 2012      | Svein Tuft                             | Christian Meier                        | Hugo Houle                             |
| 2013      | Curtis Dearden                         | Christian Meier                        | Alexander Cataford                     |
| 2014      | Svein Tuft                             | Hugo Houle                             | Ryan Roth                              |
| 2015      | Hugo Houle                             | Ryan Roth                              | Christian Meier                        |
| 2016      | Ryan Roth                              | Alexander Cataford                     | Svein Tuft                             |
| 2017      | Svein Tuft                             | Nigel Ellsay                           | Rob Britton                            |
| 2018      | Svein Tuft                             | Rob Britton                            | Alexander Cataford                     |
| 2019      | Rob Britton                            | Svein Tuft                             | Adam Roberge                           |
| 2020      | Non disputata per la Pandemia Covid-19 | Non disputata per la Pandemia Covid-19 | Non disputata per la Pandemia Covid-19 |
| 2021      | Hugo Houle                             | Alexander Cowan                        | Derek Gee                              |
| 2022      | Derek Gee                              | Matteo Dal-Cin                         | Pier-André Coté                        |
| 2023      | Derek Gee                              | Nickolas Zukowsky                      | Matteo Dal-Cin                         |
| 2024      | Pier-André Coté                        | Carson Miles                           | Edward Ouellet                         |
| 2025      | Michael Leonard                        | Derek Gee                              | Pier-André Coté                        |

### Titoli femminili
Aggiornato all'edizione 2025.
| Anno | Vincitrice                             | Seconda                                | Terza                                  |
| ---- | -------------------------------------- | -------------------------------------- | -------------------------------------- |
| 1974 | Freance Richer                         |                                        |                                        |
| 1975 | Karen Strong                           | Jane McVeigh                           | Betty Schepens                         |
| 1976 | Karen Strong                           | Dora Horbatiuk                         | Sylvia Burka                           |
| 1977 | Sylvia Burka                           | Karen Strong                           | Carole Vanier                          |
| 1978 | Sylvia Burka                           |                                        |                                        |
| 1979 | Karen Strong                           | Sylvia Burka                           | Marie-Claude Audet                     |
| 1980 | Sylvia Burka                           |                                        |                                        |
| 1981 | Karen Strong                           | Carole Vanier                          | Genevieve Brunet                       |
| 1982 | Karen Strong                           |                                        |                                        |
| 1983 | Marie-Claude Audet                     |                                        |                                        |
| 1984 | Geneviève Brunet                       |                                        |                                        |
| 1985 | Barb Lang                              |                                        |                                        |
| 1986 | Sara Neil                              |                                        |                                        |
| 1987 | Geneviève Brunet                       | Alison Sydor                           | Barbara Lang                           |
| 1988 | Sara Neil                              | Maria Hawkins                          | Edie Fisher                            |
| 1989 | Laurel Zike                            | Maria Hawkins                          | Edie Fisher                            |
| 1990 | Alison Sydor                           | Maria Hawkins                          | Sara-Louise Neil                       |
| 1991 | Alison Sydor                           | Denise Kelly                           | Maria Hawkins                          |
| 1992 | Clara Hughes                           | Susan Palmer-Komar                     | Linda Jackson                          |
| 1993 | Alison Sydor                           | Clara Hughes                           | Megan McKenna                          |
| 1994 | Alison Sydor                           | Leslie Tomlinson                       | Clara Hughes                           |
| 1995 | Linda Jackson                          | Susan Palmer-Komar                     | Alison Sydor                           |
| 1996 | Susan Palmer-Komar                     | Anne Samplonius                        | Leigh Hobson                           |
| 1997 | Linda Jackson                          | Julia Farell                           | Susan Palmer-Komar                     |
| 1998 | Linda Jackson                          | Alison Sydor                           | Lyne Bessette                          |
| 1999 | Clara Hughes                           | Lyne Bessette                          | Sandy Espeseth                         |
| 2000 | Sandy Espeseth                         | Mélanie Nadeau                         | Leigh Hobson                           |
| 2001 | Lyne Bessette                          | Sandy Espeseth                         | Geneviève Jeanson                      |
| 2002 | Katy St Laurent                        | Julie Pepin                            | Sandy Espeseth                         |
| 2003 | Geneviève Jeanson                      | Lyne Bessette                          | Susan Palmer-Komar                     |
| 2004 | Lyne Bessette                          | Manon Jutras                           | Erinne Willock                         |
| 2005 | Geneviève Jeanson                      | Erinne Willock                         | Susan Palmer-Komar                     |
| 2006 | Alexandra Wrubleski                    | Anne Samplonius                        | Leigh Hobson                           |
| 2007 | Gina Grain                             | Marni Hambleton                        | Moriah McGregor                        |
| 2008 | Alexandra Wrubleski                    | Leigh Hobson                           | Felicia Gomez Greer                    |
| 2009 | Alison Testroete                       | Gina Grain                             | Merrill Collins                        |
| 2010 | Joëlle Numainville                     | Tara Whitten                           | Alison Testroete                       |
| 2011 | Véronique Fortin                       | Lex Albrecht                           | Erinne Willock                         |
| 2012 | Denise Ramsden                         | Clara Hughes                           | Joëlle Numainville                     |
| 2013 | Joëlle Numainville                     | Leah Kirchmann                         | Lex Albrecht                           |
| 2014 | Leah Kirchmann                         | Denise Ramsden                         | Leah Guloien                           |
| 2015 | Joëlle Numainville                     | Leah Kirchmann                         | Jamie Gilgen                           |
| 2016 | Annie Foreman-Mackey                   | Joëlle Numainville                     | Leah Kirchmann                         |
| 2017 | Allison Beveridge                      | Kirsti Lay                             | Alison Jackson                         |
| 2018 | Katherine Maine                        | Kinley Gibson                          | Sara Bergen                            |
| 2019 | Karol-Ann Canuel                       | Leah Kirchmann                         | Ariane Bonhomme                        |
| 2020 | Non disputata per la Pandemia Covid-19 | Non disputata per la Pandemia Covid-19 | Non disputata per la Pandemia Covid-19 |
| 2021 | Alison Jackson                         | Maghalie Rochette                      | Sara Poidevin                          |
| 2022 | Maggie Coles-Lyster                    | Alison Jackson                         | Simone Boilard                         |
| 2023 | Alison Jackson                         | Olivia Baril                           | Sarah van Dam                          |
| 2024 | Olivia Baril                           | Magdeleine Vallieres                   | Mara Roldan                            |

| Anno      | Vincitrice                             | Seconda                                | Terza                                  |
| --------- | -------------------------------------- | -------------------------------------- | -------------------------------------- |
| 1974      | Judy Dietiker                          |                                        |                                        |
| 1975      | Karen Strong                           |                                        |                                        |
| 1976      | Sylvia Burka                           |                                        |                                        |
| 1977      | Karen Strong                           |                                        |                                        |
| 1978      | Non organizzata                        | Non organizzata                        | Non organizzata                        |
| 1979      | Sylvia Burka                           |                                        |                                        |
| 1980      | Carole Vanier                          |                                        |                                        |
| 1981      | Karen Strong                           | Verna Buhler                           | Marie-Claude Audet                     |
| 1982      | Claudia Tohermes                       |                                        |                                        |
| 1983–1985 | Non organizzata                        | Non organizzata                        | Non organizzata                        |
| 1986      | Sara Neil                              |                                        |                                        |
| 1987–1990 | Non organizzata                        | Non organizzata                        | Non organizzata                        |
| 1991      | Kelly-Ann Way                          |                                        |                                        |
| 1992      | Tanya Dubnicoff                        |                                        |                                        |
| 1993      | Clara Hughes                           |                                        |                                        |
| 1994      | Clara Hughes                           | Anne Samplonius                        | Linda Jackson                          |
| 1995      | Clara Hughes                           | Susan Palmer-Komar                     | Jennifer Morwen-Smith                  |
| 1996      | Linda Jackson                          | Anne Samplonius                        | Jennifer Morwen-Smith                  |
| 1997      | Linda Jackson                          | Annie Gariepy                          | Lyne Bessette                          |
| 1998      | Linda Jackson                          | Anne Samplonius                        | Andrea Hannos                          |
| 1999      | Clara Hughes                           | Anne Samplonius                        | Lyne Bessette                          |
| 2000      | Clara Hughes                           | Geneviève Jeanson                      | Leah Goldstein                         |
| 2001      | Lyne Bessette                          | Geneviève Jeanson                      | Leah Goldstein                         |
| 2002      | Geneviève Jeanson                      | Leah Goldstein                         | Lyne Bessette                          |
| 2003      | Lyne Bessette                          | Geneviève Jeanson                      | Manon Jutras                           |
| 2004      | Susan Palmer-Komar                     | Lyne Bessette                          | Merrill Collins                        |
| 2005      | Susan Palmer-Komar                     | Geneviève Jeanson                      | Felicia Gomez Greer                    |
| 2006      | Alexandra Wrubleski                    | Anne Samplonius                        | Jessica Spence                         |
| 2007      | Anne Samplonius                        | Lyne Bessette                          | Leigh Hobson                           |
| 2008      | Anne Samplonius                        | Julie Beveridge                        | Alexandra Wrubleski                    |
| 2009      | Tara Whitten                           | Anne Samplonius                        | Laura Brown                            |
| 2010      | Julie Beveridge                        | Anne Samplonius                        | Tara Whitten                           |
| 2011      | Clara Hughes                           | Tara Whitten                           | Rhae-Christie Shaw                     |
| 2012      | Clara Hughes                           | Rhae-Christie Shaw                     | Julie Beveridge                        |
| 2013      | Joëlle Numainville                     | Anika Todd                             | Jasmin Glaesser                        |
| 2014      | Leah Kirchmann                         | Jasmin Glaesser                        | Anika Todd                             |
| 2015      | Karol-Ann Canuel                       | Jasmin Glaesser                        | Leah Kirchmann                         |
| 2016      | Tara Whitten                           | Karol-Ann Canuel                       | Joëlle Numainville                     |
| 2017      | Karol-Ann Canuel                       | Leah Kirchmann                         | Sara Poidevin                          |
| 2018      | Leah Kirchmann                         | Karol-Ann Canuel                       | Kirsti Lay                             |
| 2019      | Leah Kirchmann                         | Karol-Ann Canuel                       | Marie-Soleil Blais                     |
| 2020      | Non disputata per la Pandemia Covid-19 | Non disputata per la Pandemia Covid-19 | Non disputata per la Pandemia Covid-19 |
| 2021      | Alison Jackson                         | Marie-Soleil Blais                     | Gillian Ellsay                         |
| 2022      | Paula Findlay                          | Marie-Soleil Blais                     | Leah Kirchmann                         |
| 2023      | Paula Findlay                          | Olivia Baril                           | Jenna Nestman                          |
| 2024      | Paula Findlay                          | Olivia Baril                           | Sarah Van Dam                          |
| 2025      | Olivia Baril                           | Julie Lacourciere                      | Nadia Gontova                          |